# Kallista Field
Pour les articles homonymes, voir Field.
Kallista Field (née le 7 juillet 1978 à Pahiatua) est une cavalière néo-zélandaise de dressage.

## Carrière
Kallista Field est la fille de Sharon Field, entraîneuse de chevaux de dressage et pionnière néo-zélandaise de cette discipline. Elle commence l'équitation à quatre puis se spécialise dans le dressage à quatorze ans. Elle a pour premier entraîneur l'Allemand Clemens Dierks qui l'envoie en 1996 neuf mois en Allemagne chez Herbert Rehbein.
Après avoir remporté des grands prix en Nouvelle-Zélande et en Australie, elle est qualifiée et participe aux Jeux olympiques d'été de 2000 à Sydney, elle est la première cavalière néo-zélandaise de dressage à participer à cette compétition.
Elle passe le premier tour, manque de peu la finale et est 18e de l'épreuve individelle.
Kallista Field est également membre de la première équipe néo-zélandaise à participer aux Jeux équestres mondiaux de 1998 à Rome sur Janeiro, puis à nouveau concourt en individuel en 2002 à Jerez de la Frontera sur Maxx Jamahl.